# Municipio de Kawkawlin
El municipio de Kawkawlin (en inglés: Kawkawlin Township) es un municipio ubicado en el condado de Bay en el estado estadounidense de Míchigan. En el año 2010 tenía una población de 4848 habitantes y una densidad poblacional de 45,16 personas por km².

## Geografía
El municipio de Kawkawlin se encuentra ubicado en las coordenadas 43°41′59″N 83°58′43″O / 43.69972, -83.97861. Según la Oficina del Censo de los Estados Unidos, el municipio tiene una superficie total de 107.35 km², de la cual 83.93 km² corresponden a tierra firme y (21.81%) 23.42 km² es agua.

## Demografía
Según el censo de 2010, había 4848 personas residiendo en el municipio de Kawkawlin. La densidad de población era de 45,16 hab./km². De los 4848 habitantes, el municipio de Kawkawlin estaba compuesto por el 97.07% blancos, el 0.21% eran afroamericanos, el 0.64% eran amerindios, el 0.17% eran asiáticos, el 0.04% eran isleños del Pacífico, el 0.27% eran de otras razas y el 1.61% pertenecían a dos o más razas. Del total de la población el 1.92% eran hispanos o latinos de cualquier raza.